# Mariya Ya. Zerova
Marija Ja. (Mariya Yakovlevna) Zerova (translitera del cirílico ucraniano Марія Флоріанівна Макаревич (Kazatin, Óblast Vínnitsa; 7 de abril de 1902 - 21 de julio de 1994) fue una micóloga, botánica, profesora, geobotánica, y taxónoma ucraniana.
Desarrolló actividades académicas y científicas en el "Instituto de Botánica M. G. Kholodny", de la Academia Nacional de Ciencias de Ucrania, Kiev.

## Biografía
Nació en una familia de ferrocarrileros. En 1904, su familia se trasladó a Kiev. En 1917, después de terminar la escuela media de mujeres con medalla de plata, entró al Instituto Médico de Kiev. Sin embargo, después del tercer año, tuvo que interrumpir su estudio a causa de una tuberculosis. Después de la recuperación, siguiendo el consejo del médico, se trasladó a la Facultad de Biología de la Universidad de Kiev (en ese momento el Instituto de Escolarización Popular).
En 1924, se graduó por la universidad y durante mucho tiempo trabajó como maestra de escuela secundaria. Más tarde, se dedicó a la ciencia, a partir de entonces al estudio de hongos de diferentes grupos taxonómicos y ecológicos. Trabajó en el Trust de Plantaciones, el Instituto de Investigación Científica de la industria azucarera, el Instituto Ucraniano del caucho y fanerógamas en Goma, a partir de 1934 y hasta el final de la vida en el M. G. Instituto de Botánica Kholodny, Academia Nacional de Ciencias de Ucrania.
Estudió hongos y enfermedades de plantas de caucho en la década de 1930 (Asclepias cornuti Decsn., Scorzonera tau-saghys Lipsch. & Bosse etc.) utilizando ampliamente técnicas de cultivo puros y, como resultado, descubrió y describió 4 especies de hongos nuevos para la ciencia (Phyllosticta tau-saghyziana Zerova, Macrosporium tau-saghyzianum Zerova, Myrothecium transchelianum Zerova y Tropova y Melanospora asclepiadis Zerova). En el caso de la última especie, se demostró experimentalmente que parasita a Fusarium solani App. & Wr.
En 1924, se graduó por la Facultad de Biología de la Universidad de Kiev. Investigadora principal del Instituto de Botánica, de la Academia Nacional de Ciencias de Ucrania.
Autora de numerosos artículos y varios monografías dedicadas a champiñones de Ucrania. El 13 de diciembre de 1983, se convirtió en ganadora del "Premio Estatal de la URSS en Ciencia y Tecnología", por las siete ediciones de cinco volúmenes del libro "Claves de setas de Ucrania" (1967 -1979).
Zerova fue autora de más de 200 trabajos científicos, dedicado a pleomorfismo en ascomicetos, micorrizas, las relaciones de los hongos que forman micorrizas ectotróficas con las plantas vasculares, la diversidad de especies, sistemática, y las características ontogenéticos de ascomicetos y basidiomicetos. Se aprecia su larga y fructífera actividad científica.
En 1983, junto con otros autores, publican Guía a la identificación de hongos de Ucrania, y Zerova fue galardonada con el Premio Nacional de Ucrania para la Ciencia y Tecnología. También fue galardonada con la Orden de la Bandera Roja del Trabajo y medallas y diplomas.

## Algunas publicaciones
- s.f. Morochkovskyi, g.g. Radziyevskyi, m.ya. Zerova, i.o. Dudka, m.f. Smits’ka, h.l. Rozhenko. 1971. Визначник Грибів України. Т. III. Незавершені гриби [Handbook of Fungi of Ukraine. v. III. Fungi Imperfecti]. 1-695. Київ; Наукова Думка.
- -----------------------, mariya ya. Zerova, i.o. Dudka, g.g. Radziyevskyi, m.f. Smits’ka. 1967. Визначник Грибів України. Т. I. Слизовики (Myxophyta); Гриби (Mycophyta): Архіміцети, Фікоміцети [Handbook of Fungi of Ukraine. v. I. Myxophyta; Mycophyta: Archimycetes, Phycomycetes]. 1-252. Київ; Наукова Думка.
- -----------------------, ---------------------, z.g. Lavitska, n.f. Smitskaya. 1969. Аскомицети [Ascomycetes]. Визначник Грибив України [Handbook of the Fungi of Ukraine] 2: 1-518.
- -----------------------, ---------------------, ---------------, -----------------. 1969. Визначник Грибiв України. Т.2. Аскомiцети [Identification Book of Fungi of Ukraine, v. 2. Ascomycetes]. 1-517. Київ [Kiev]; Наукова думка [Naukova Dumka].
- mariya ya. Zerova. 1970. Новые для СССР местонахождения смертельно ядовитых грибов Lepiota brunneo-incarnata Chodat et Mart. и L. helveola Bres. s.str. [New localities in the USSR of the deadly poisonous fungi Lepiota brunneo-incarnata Chodat et Mart. and L. helveola Bres. s.str.] Микология и Фитопатология [Mycology & Phytopathology] 4 (5): 468-470.
- ---------------------. 1937. Про аскову стадiю Fusarium coeruleum (Lib.) Sacc. Журнал Iн-ту ботанiки АН УРСР. 101-104.

## Literatura
- 1992. Марія Яківна Зерова (до 90-річчя з дня народжения) (Maria Y. Zerov (90º aniversario). Український ботанічний журнал 2: 104.
- Марія Яківна Зерова: До 100-річчя від дня народження (07.04.1902 — 21.07.1994) (Maria Y. Zerov: 100º aniversario del nacimiento). НАН України. Інститут ботаніки ім. М.Г.; Холодного; [Під ред. І.О. Дудки]. Ed. 2002. — 87.
- Зерова, Мария Яковлевна // Русские ботаники (ботаники России — СССР): Биографо-библиографический словарь. — Т. 3: Горницкий — Ищереков. (Zerova, Maria Y. // Botánica de Rusia ( URSS): Diccionario Biográfico-bibliográfico) Москва: Издательство Московского общества испытателей природы, 1950. — С. 372—373.

## Eponimia
Especie de líquenes
- Lichenodiplisiella makarevichae S.Y.Kondr. & Kudratov[2]